# Neutralteilcheninjektion
Die Neutralteilcheninjektion, engl. Neutral Beam Injection (NBI), ist ein Verfahren, um ein magnetisch eingeschlossenes Plasma zu erhitzen.
Dazu werden Atome zuerst vollständig ionisiert. Nach der Ionenquelle durchlaufen sie ein Beschleunigungsgitter eines Teilchenbeschleunigers, in dem sie mit Hilfe eines elektrischen Feldes von mehreren tausend Volt beschleunigt werden. Die Höhe der elektrischen Spannung bestimmt die erreichte Geschwindigkeit und kinetische Energie. Bevor die Teilchen auf das Plasma treffen, führt man sie im Neutralisator durch Anlagerung entsprechend vieler Elektronen wieder in den neutralen Zustand zurück. Danach durchlaufen sie noch ein Ablenkmagnetfeld, das die noch nicht neutralisierten Teilchen ableitet. Diese fliegen in einen Ionensumpf und gelangen nicht ins Plasma. Der gesamte Vorgang geschieht unter sehr niedrigem Druck, der durch eine Hochleistungsvakuumpumpe im Neutralteilcheninjektor erzeugt wird. Die neutralen Atome dringen, ungestört durch das starke Magnetfeld, ins Plasma ein und übertragen dort durch Stöße ihre Bewegungsenergie auf die Teilchen des Plasmas, was zur Erwärmung des Plasmas führt. 
Das Verfahren wird mit Wasserstoff-Ionen (gemeint sind alle verschiedenen Isotope) in Kernfusionsversuchsanlagen des Typs Tokamak (z. B. JET, TEXTOR, ITER) genutzt und ist auch für zukünftige Leistungs-Fusionsreaktoren vorgesehen.

## Spezielle Anwendung in der TEXTOR-Anlage
In der Versuchsanlage TEXTOR der Kernforschungsanlage Jülich wird die Neutralteilcheninjektion außer zur Plasmaheizung auch dazu benutzt, die Rotationsrichtung des Plasmas zu verändern. Dazu sind zwei Neutralteilcheninjektoren in entgegengesetzter Richtung (in Bezug auf die Plasmarotation) auf den Plasmatorus gerichtet. Daher ist eine gezielte Rotationsänderung in beiden Richtungen möglich.